# Leucothyreus saparus
Leucothyreus saparus är en skalbaggsart som beskrevs av Ohaus 1931. Leucothyreus saparus ingår i släktet Leucothyreus och familjen Rutelidae. Inga underarter finns listade i Catalogue of Life.